# 七公增二
天龍座16，又名BD+53 1875，HD 150100、SAO 30012、HR 6184，是天龍座的一颗恒星，视星等为5.53，位于銀經80.94，銀緯41.48，其B1900.0坐标为赤經16h 33m 49.4s，赤緯+53° 41.48′ 4″。